# Barichneumon sexalbatus
Barichneumon sexalbatus är en stekelart som först beskrevs av Johann Ludwig Christian Gravenhorst 1820.  Barichneumon sexalbatus ingår i släktet Barichneumon och familjen brokparasitsteklar. Inga underarter finns listade.